# Резолюция 46 на Съвета за сигурност на ООН
Резолюция 46 на Съвета за сигурност на ООН е приета с мнозинство на 17 април 1948 г. по повод Палестинския въпрос. Тя приканва арабите и евреите да прекратят всички прояви на насилие, да спрат да внасят оръжия, да си сътрудничат с британските власти и да се въздържат от действия, които биха нанесли вреда на светите места в региона.
Резолюцията се позовава на постановленията на Резолюция 43 от 1 април 1948 г. и проведените преговори между председателя на Съвета за сигурност и представителите на Еврейската агенция за Палестина и Висшия арабски комитет за договаряне на условията на примирие в Палестина.
Резолюцията признава, че в качеството си на мандатна власт в Палестина Обединеното кралство Великобритания е отговорно за поддържането на мира и реда в палестинските земи и трябва да продължи да предприема всички необходими стъпки в тази насока, при което то трябва да получи съдействие от страна на Съвета за сигурност, и в частност, от всички държави членки на ООН.
Резолюция 46 призовава всички лица и организации в Палестина, и в частност Висшия арабски комитет и Еврейската агенция, без ущърб на техните права, интереси и искания, да допринесат за благоденствието и интереса на Палестина, като предприемат незабавно следните мерки:
- да прекратят всички дейности от военен и паравоенен характер, както и всички актове на насилие, тероризъм и саботаж;
- да се въздържат от привличането в Палестина, както и от оказване на подкрепа или поощряване на навлизането в Палестина на въоръжени отряди или бойци, поединично или на групи, независимо от техния произход;
- да се въздържат от внасяне или придобиване на оръжия и военни материали, както и от оказване на съдействие или поощряване на внасянето и придобиването им;
- да се въздържат до по-нататъшното обсъждане на бъдещото управление на Палестина от Съвета за сигурност от всякакви политически действия в ущърб на правата, претенциите и позициите на всяка от двете общности;
- да си сътрудничат с мандатните власти за ефективно поддържане на закона и реда в Палестина, в това число и на основните видове обществени услуги, и в частност тези, отнасящи се до транспорта, комуникациите, здравеопазването, доставките на храна и водоснабдяването;
- да се въздържат от всякакви действия, които могат да застрашат безопасността на светите места в Палестина, както и от действия, които биха могли да затруднят достъпа до светите места и местата за молитва на лицата, които имат право да посещават тези места и да се молят там.

Резолюция 46 предлага на правителството на Обединеното кралство, докато изпълнява възложения му мандат в Палестина, да положи всички усилия, за да убеди всички заинтересовани страни в палестинския конфликт да се съгласят да приложат мерките, предвидени в резолюцията, при условие, че собствените му въоръжени сили ще запазят свободата си на действие
при наблюдението на изпълнението на тези мероприятия от заинтересованите страни и ще държи Съвета за безопасност и Общото събрание в постоянно течение за събитията в Палестина.
Резолюцията призовава също всички правителства, и в частност тези на страните, граничещи с Палестина, да положат усилия за прилагането на мероприятията, посочени в резолюцията, и по-точно на тези от тях, които се отнасят до изпращането в Палестина на въоръжени отряди или бойци, поединично или на групи, както и на оръжия и боеприпаси.
Резолюция 46 е приета с мнозинство от 9 гласа за, като Съветския съюз и Украинската ССР гласуват въздържали се.